# (8909) Ohnishitaka
(8909) Ohnishitaka est un astéroïde de la ceinture principale.

## Description
(8909) Ohnishitaka est un astéroïde de la ceinture principale. Il fut découvert le 27 novembre 1995 à Ōizumi par Takao Kobayashi. Il présente une orbite caractérisée par un demi-grand axe de 2,82 UA, une excentricité de 0,13 et une inclinaison de 6,4° par rapport à l'écliptique.

## Compléments